# 一番槍
一番槍（日语：／ Ichibanyari）是指在以槍交戰時，第一個攻擊敵人的軍團或個別的人。主要是在日本戰國時代的合戰中使用的詞語，在現代日本社會中是指最初立下功勞的人。

## 概要
主要是指在日本戰國時代的合戰中，第一個以槍戰勝敵軍的人。因為這是證明自身勇猛的評價，因此能提升武士的名聲。還有「一番太刀」等稱號，而以鐵炮射擊開戰的人亦會被稱為一番槍。
為了武士的榮譽，經常有為了成為一番槍而違反軍令的情況。例子有德川家康的家臣水野勝成，身為總大將卻立下一番槍，最後亦因違反軍令而受罰（如果指揮官在合戰初期就戰死的話，會令士氣土崩瓦解繼而兵敗如山倒，故此指揮官不應過度縱容自己的表現欲）。
而違反軍令卻不一定受到處罰。在關原之戰中，東軍的先陣是福島正則，而德川家臣井伊直政和德川家康的四男‧直政的女婿松平忠吉卻搶先以鐵炮射擊敵軍而成為一番槍，令會戰開始（一說是家康的密令，因此在戰後沒有受到處罰）。